# 郭维淮
郭维淮（1929年8月—2016年4月29日），男，河南孟津人，中国骨伤科专家，白求恩奖章获得者，平乐郭氏正骨第六代传人，第五、六届全国人大代表。